# Teló de bambú

Teló de Bambú el 1959.

El Teló de Bambú és un concepte geopolític que designava, al llarg de la segona meitat del segle XX, la barrera física i ideològica que separava la República Popular de la Xina del món occidental, fonamentalment encarnat per la societat dels Estats Units. Seria una mena d'equivalent asiàtic al Teló d'Acer.
El terme va ser rebutjat oficialment pel govern de Xina. De fet, a la Conferència de Bandung del 1955 el primer ministre xinès, Zhou Enlai, va negar-ne l'existència.
En qualsevol cas, historiadors com Pilar Toboso Sánchez assenyalen que el terme va continuar existint a la pràctica fins a la dècada dels setanta del segle xx, quan els Estats Units van donar per finalitzat l'embargament a les exportacions xineses i Richard Nixon va anar-hi en visita oficial.